# Mátyócvajkóc
Mátyócvajkóc (szlovákul: Maťovské Vojkovce) község Szlovákiában, a Kassai kerület Nagymihályi járásában. Mátyóc és Vajkóc települések egyesítésével jött létre.

## Fekvése
Nagykapostól 5 km-re keletre, az ukrán határ mellett fekszik. Szomszéd települése: északról Lakárd és Bajánháza, délről pedig Dobóruszka és Budaháza. Nyugatról Nagykapossal határos, keletről Mátyóc kiterjedt területének határát képezi a szlovák-ukrán államhatár, amelyen egyelőre nem lehet átjárni. Napos és száraz időben Ungvár épületei is láthatóak.

## Története
Mátyócot mai nevén 1427-ben említik először. Vajkóc 1338-ban bukkan fel az írott forrásokban. 1920-ig Ung vármegye Nagykaposi járásához tartozott.
Az egyesített település területéből Mátyóc beépített területe 13 ha, szántóföldekkel, rétekkel együtt kb. 510 ha. Szomszédja, Vajkóc beépített területe 5 ha, szántóföldekkel, rétekkel együtt kb. 485 ha. A két község közvetlenül egymással kelet-nyugat irányban határos.
Mátyócvajkóc mai címerében egy juhász és kutyája szerepel.

## Népessége
| Év:            | 1994. | 2004.   | 2014.   | 2024.    |
| -------------- | ----- | ------- | ------- | -------- |
| Emberek száma: | 547   | 590     | 603     | 702      |
| Eltérés:       |       | +7,86 % | +2,20 % | +16,41 % |

| Év:            | 2023. | 2024.   |
| -------------- | ----- | ------- |
| Emberek száma: | 704   | 702     |
| Eltérés:       |       | -0,28 % |

1910-ben Mátyócot 523-an, Vajkócot pedig 259-en, túlnyomórészt magyar anyanyelvűek lakták.
2001-ben 587-en lakták, ebből 503 magyar és 67 szlovák volt.
2011-ben 626 lakosából 522 magyar és 57 szlovák volt.
2021-ben 705 lakosából 517 (+24) magyar, 121 (+9) szlovák, 10 (+2) cigány, 6 (+1) egyéb és 51 ismeretlen nemzetiségű volt.

## Nevezetességei
- Római katolikus temploma Szent István király tiszteletére van szentelve.
- Vajkóc református templomát 1879 és 1882 között építették.
- A mátyóci görögkatolikus templomot 1911-ben szentelték fel, búcsúja augusztus 15-én, Szűz Mária napján van. A templom előtt négy hatalmas gesztenyefa áll. Nemrég volt restaurálva, új tornyot kapott és ki is színezték.

## Híres emberek
- Mátyócon született 1841. augusztus 10-én Banovits Kajetán mérnök, a Közlekedési Múzeum megszervezője és első igazgatója.
- Mátyócon született 1908. szeptember 19-én Árvay György gyógyszerész, méhész, a méhpempő gyógyászati jelentőségének felismerője.
- Vajkócon született 1892. január 16-án Gortvay György higiénikus, orvostörténész, az orvostudományok kandidátusa.
- Vajkócon született 1925-ben Terpó András magyar botanikus, egyetemi tanár, az MTA doktora.
- Itt született Kombi Kazán Karcsi,XV. századi Püspök,aki II.Oláh 2es-golf Gusztáv fia,ki megalapította az első villanytelepet 1322ben.

## Lásd még
- Mátyóc
- Vajkóc